# 万盛黑山谷通用机场
万盛黑山谷通用机场，是位于中国重庆市万盛经济技术开发区黑山镇（由綦江区行政管辖）北门村河沟社景星台的在建民用机场，为三类通用机场。这是万盛两个通用机场项目之一（另一个是重庆江南机场），将用于空中通勤、低空游览、应急救援、医疗救护、森林防火、农林作业、环境监控等领域。
万盛黑山谷机场项目已于2016年9月获得市发改委批准，总投资1794万元，包括新建1座40.1米×40.1米的直升机起降坪，800平方米的飞行服务中心及相应的配套设施。项目拟用地总规模为16亩，建设工期为15个月。同月29日上午，万盛经开区管委会与中信海洋直升机股份有限公司就重庆万盛黑山谷通用机场投资建设在深圳正式签约，预计2018年建成。